# Seaford, Victoria
Seaford är en förort till Melbourne i Australien. Den ligger i kommunen Frankston och delstaten Victoria, omkring 35 kilometer sydost om Melbourne.